# Silobran
Silobran je pravni izraz za napad na življenje in telo, storjen kot posledica obrambe. Po slovenskem kazenskem zakoniku (Uradni list RS 95/2004 z dne 27. 8. 2004) je silobran v 11. členu opredeljen tako:
1. Ni kaznivo dejanje tisto dejanje, ki je storjeno v silobranu.
2. Silobran je tista obramba, ki je neizogibno potrebna, da storilec odvrne od sebe ali koga drugega istočasen protipraven napad.
3. Storilec, ki je prekoračil meje silobrana, se sme kaznovati mileje; če pa je prekoračil silobran zaradi močne razdraženosti ali prestrašenosti, povzročene z napadom, se mu sme kazen tudi odpustiti.